# Aguacatal Dos
Aguacatal Dos es una localidad del municipio de Balancán ubicado en la subregión de los Ríos del estado mexicano de Tabasco.

## Geografía
La localidad se ubica a 35.1 kilómetros (en dirección sur) de la localidad de Balancán de Domínguez, la cabecera y lugar más poblado del municipio. Se sitúa en las coordenadas geográficas 18°07′21″N 91°32′55″O / 18.122500, -91.548611, a una elevación de 6 metros sobre el nivel del mar.

## Demografía
Según el Conteo de Población y Vivienda 2020, efectuado por el Instituto Nacional de Estadística y Geografía, la localidad de Aguacatal Dos tiene 18 habitantes, de los cuales 9 son del sexo masculino y 9 del sexo femenino. Su tasa de fecundidad es de 4.17 hijos por mujer y tiene 6 viviendas particulares habitadas.
| Gráfica de evolución demográfica de Aguacatal Dos entre 2000 y 2020 |
|                                                                     |
| INEGI.                                                              |